# ألفرد جيلمور
ألفرد جيلمور (بالإنجليزية: Alfred Gilmore)‏ هو محامي وسياسي أمريكي، ولد في 9 يونيو 1812 في بتلر في الولايات المتحدة، وتوفي في 15 سبتمبر 1858 في نيويورك في الولايات المتحدة. حزبياً، نشط في الحزب الديمقراطي. وقد انتخب عضو مجلس النواب الأمريكي.